# Vutrisiran
Vutrisiran, es vendido bajo la marca Amvuttra, y es un medicamento que se usa para tratar la polineuropatía en la amiloidosis hereditaria mediada por transtiretina. El medicamento se utiliza en adultos que todavía pueden caminar. Se utiliza mediante inyección debajo de la piel. 
Los efectos secundarios de este medicamento incluyen dolor en las articulaciones, dificultad para respirar y deficiencia de vitamina A.  Se recomiendan suplementos de vitamina A. Es un pequeño ARN de interferencia  que disminuye la expresión del gen de la transtiretina.
El medicamento fue aprobado para uso médico en los Estados Unidos y Europa en 2022.  En Estados Unidos cuesta unos 244.000 dólares por dosis. Está fabricado por Alnylam Pharmaceuticals.